# Lilla Edet
Lilla Edet är en tätort och centralort i Lilla Edets kommun, belägen 22 km söder om Trollhättan, 54 km norr om Göteborg och 19 km öster om Ljungskile (väg 167 mot Ljungskile). 
Det ursprungliga samhället (i dagligt tal kallat enbart Edet) ligger inom Fuxerna socken på östra sidan av Göta älv i kommunens västgötadel. Det var förr i tiden gästgiveriort, samt tingsställe för Flundre härad.
Samhället, men inte tätorten sträcker sig även väster om älven och där ingår Ström med flera områden. På Holmen strax intill låg Inlands Torpe härads tingshus. Området väster om älven är sedan 2015 avgränsat till en separat tätort benämnd Lilla Edet västra.

## Etymologi
Ortens namn kommer av substantivet ed i betydelsen passage där båtar måste bäras eller dragas. Innan slussarna i Lilla Edet fanns måste båtar nämligen dras förbi det dåvarande vattenfallet. Ursprungligen kallades platsen därför för Edet. Men även vid vattenfallen i Trollhättan fanns ett ed. För att skilja dem åt kom de att kallas Lilla Edet respektive Stora Edet.

## Historia
Några hållpunkter:
- 1500-talet: Namnet Edet nämns i skrift första gången.
- 1600-talet: Namnet utvidgas till Lilla Edet, en motsvarighet i motsats till Stora Edet längre uppströms vid nuvarande Trollhättan.
- 1607: Den första slussen byggs på västgötasidan, för att möjliggöra sjöfart förbi Bergaström, som fallen i Göta älv då kallades.
- 1832: En ny sluss Ströms kanal byggs på bohussidan.
- 1888: Den 25 juni brinner stora delar av Lilla Edet ner. Även Sundsvall och Umeå brinner denna dag.
- 1896: Flundre härads tingshus läggs ner.
- 1906: Samhället får järnvägsförbindelse, när Lödöse-Lilla Edets järnväg till Alvhem på Bergslagsbanan öppnas.
- 1916: Den nuvarande slussen står färdig på bohussidan.
- 1926: Ortens första bro över Göta älv invigs.
- 1926: Kraftverket öppnas.
- 1927: Inlands Torpe härads tingshus läggs ner.
- 1952: Persontrafiken på järnvägen upphör.
- 1985: Nuvarande bro över Göta älv invigs.

Lilla Edet var ursprungligen en by om två mantal. 1880 anlades här Lilla Edets pappersbruk, 1906 omvandlat till aktiebolag. 1894 anlades ett annat papperbruk på andra sidan Göta älv, Inlands nya pappersbruk. Efterhand kom brukssamhället att växa och även inkludera den gamla kyrkbyn Fuxerna.

### Administrativa tillhörigheter
Lilla Edet är beläget i Fuxerna socken och var efter kommunreformen 1862 en ort i Fuxerna landskommun, där Lilla Edets municipalsamhälle inrättades 31 januari 1890. Landskommunen med municipalsamhället ombildades 1 januari 1951 till Lilla Edets köping. 1971 uppgick köpingen i Lilla Edets kommun med Lilla Edet som centralort. Bebyggelsen i samhället har sedan även expanderat väster om älven i Hjärtums och Västerlanda socken i Bohuslän.
I kyrkligt hänseende hörde Lilla Edet före 2002 till Fuxerna församling, därefter till Fuxerna-Åsbräcka församling. Delarna väster om älven hör till Hjärtums församling och Västerlanda församling.
Orten ingick före 1896 i Flundre tingslag, därefter till 1971 i Flundre, Väne och Bjärke tingslag med delarna väster om älven i Orusts, Tjörns och Inlands tingslag. Från 1971 till 2004 ingick Lilla Edet i Trollhättans domsaga och orten ingår sedan 2004 i Vänersborgs domkrets.

### Befolkningsutveckling
| Befolkningsutvecklingen i Lilla Edet 1900–2020                                      | Befolkningsutvecklingen i Lilla Edet 1900–2020 | Befolkningsutvecklingen i Lilla Edet 1900–2020 | Befolkningsutvecklingen i Lilla Edet 1900–2020 | Befolkningsutvecklingen i Lilla Edet 1900–2020 |
| ----------------------------------------------------------------------------------- | ---------------------------------------------- | ---------------------------------------------- | ---------------------------------------------- | ---------------------------------------------- |
|                                                                                     |                                                |                                                |                                                |                                                |
| År                                                                                  |                                                |                                                | Folkmängd                                      | Areal (ha)                                     |
| 1900                                                                                | 1900                                           |                                                | 1 397                                          | †                                              |
| 1960                                                                                | 1960                                           |                                                | 3 266                                          |                                                |
| 1965                                                                                | 1965                                           |                                                | 3 551                                          |                                                |
| 1970                                                                                | 1970                                           |                                                | 3 928                                          |                                                |
| 1975                                                                                | 1975                                           |                                                | 4 947                                          |                                                |
| 1980                                                                                | 1980                                           |                                                | 4 710                                          |                                                |
| 1990                                                                                | 1990                                           |                                                | 4 839                                          | 423                                            |
| 1995                                                                                | 1995                                           |                                                | 5 176                                          | 424                                            |
| 2000                                                                                | 2000                                           |                                                | 4 914                                          | 426                                            |
| 2005                                                                                | 2005                                           |                                                | 4 936                                          | 426                                            |
| 2010                                                                                | 2010                                           |                                                | 4 862                                          | 426                                            |
| 2015                                                                                | 2015                                           |                                                | 3 772                                          | 311                                            |
| 2020                                                                                | 2020                                           |                                                | 3 884                                          | 315                                            |
| Anm.: Lilla Edet västra utbruten 2015 † Befolkning runt ett municipalsamhälle 1900. |                                                |                                                |                                                |                                                |

## Kultur
Lilla Edet har även blivit uppmärksammat tack vare en hiphoplåt med namnet Lilla Edet Represent från år 2006 som egentligen var ett gymnasiearbete av rapparna Serum och Rodrigo under pseudonymen Scumfukkaz när de gick andra året på gymnasiet. Texten är ett ironiskt narrativ av livet i Lilla Edet men de båda rapparna har hyllats för sin musikaliska och ordkonstnärliga förmåga. Musikvideon har visats över 1 050 000 gånger på Youtube.

### Lilla Edets Folkets hus
I Lilla Edet finns det ett Folkets hus sedan 1906 som nu har gått i konkurs (2024). Det har även funnits en Folkets Park.

## Näringsliv
Ortens största företag har mer än hundraåriga traditioner som pappersbruk:
- Lilla Edets pappersbruk, med Essity som ägare (2018), öster om älven, omkring 400 anställda.
- Inlands kartongbruk, med Knauf Danogips GmbH som sista ägare, väster om älven. Bruket lades ner 2012.

### Handel
Lilla Edets kooperativa handelsförening bildades 1907 och öppnade sin butik den 10 januari 1908. Konsumentföreningen uppgick med tiden i Konsum Bohuslän-Älvsborg. Konsumbutiken stängdes den 29 december 2006. Den 21 mars 2013 öppnade Netto en butik i Lilla Edet. Nettokedjan köptes några år senare av Coop och den 22 maj 2020 bytte Nettobutiken i Lilla Edet namn till Coop. Lilla Edet har även en Ica-butik, Boströms.

### Bankväsende
Lilla Edet hade en egen sparbank, Lilla Edets sparbank, som grundades 1854. Den uppgick i Länssparbanken Göteborg år 1977 och blev sedermera en del av Swedbank.
Enskilda banken i Venersborg etablerade ett kontor i Lilla Edet på 1880-talet. Den uppgick år 1943 i Svenska Handelsbanken.
Den 27 april 2018 stängde Swedbank kontoret i Lilla Edet. Den 26 mars 2021 stängde även Handelsbanken, som var det sista bankkontoret i Lilla Edet.

## Lokala medier
Historiskt har tre tidningar givits ut i Lilla Edet under titeln Lilla Edets Tidning, den första 1889–1892, den andra 1923–1927. Från år 1928 utgavs istället Lilla Edet-Posten. Den blev 1941 en avläggare till Trollhättans Tidning som år 2004 uppgick i TTELA. Från år 2023 utgavs tidningen ''Anka på avslutningen'' till elever på Fuxernaskolan. 

## Sport
I de centrala delarna av orten arrangeras det årliga loppet Edet runt av friidrottsföreningen IK Bergaström.

### Idrottsföreningar
- IK Bergaström (Friidrott)
- Edet FK (Fotboll)
- Lilla Edets ridklubb (Hästsport)
- Lilla Edets tennisklubb
- Lilla Edets Motocrossklubb (Motocross)

## Sevärdheter
- Lilla Edets sluss, Sveriges första sluss - öppnad 1607
- Lilla Edets Kraftverk med världens första ordentliga Kaplan-turbin